# Kamfora
Kamfora (łac. Camphorum), C10H16O – organiczny związek chemiczny z grupy terpenów, pochodna kamfenu, frakcja stała olejku otrzymywanego z drewna cynamonowca kamforowego. W temperaturze pokojowej sublimuje. Kamforę obecnie wytwarza się także syntetycznie. Używana jest do plastyfikacji celuloidu, w produkcji lakierów, środków przeciwmolowych (kulki na mole), jako dodatek smakowy (głównie w Indiach), płyn do balsamowania oraz w ceremoniach religijnych. W postaci maści stosowana jest w medycynie jako lek rozgrzewający do użytku zewnętrznego.

## Otrzymywanie

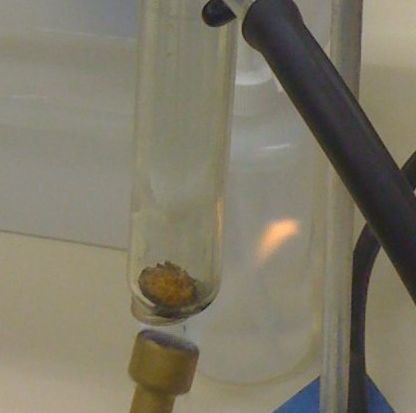
Próbka sublimowanej kamfory

Kamfora może być otrzymana syntetycznie z α-pinenu, który występuje w olejkach drzew iglastych oraz może być oddestylowany z terpentyny jako produkt uboczny ścieru. Jako rozpuszczalnik stosowany jest kwas octowy, a jako katalizator silny kwas. W tych warunkach α-pinen przegrupowuje się do kamfenu, który ulega przegrupowaniu Wagnera-Meerweina do kationu izobornylowego, ten zaś reaguje z kwasem octowym, dając octan izobornylu. Następnie hydrolizuje się go do izoborneolu, po czym przez utlenianie otrzymuje się kamforę.

### Biosynteza
W biosyntezie kamfora produkowana jest z pirofosforanu geraniolu poprzez cyklizację pirofosforanu linalolu do pirofosforanu bornylu. Następnie hydrolizuje do borneolu i jest utleniana do kamfory.

## Właściwości chemiczne
Przykładowe reakcje jakim ulega kamfora:
- Bromowanie

- Utlenianie kwasem azotowym

- Konwersja do 3-oksymu kamforchinonu

Kamforę można także zredukować do borneolu, używając borowodorku sodu.

## Zastosowania
Współcześnie kamfora stosowana jest jako plastyfikator nitrocelulozy, środek przeciw molom, środek przeciwbakteryjny, do balsamowania oraz w produkcji sztucznych ogni. Z oparów kamfory powstaje błona, która chroni narzędzia przed rdzewieniem, dlatego trzyma się ją w skrzyniach z narzędziami w celu ich ochrony.

### Kulinaria
W starożytnej i średniowiecznej Europie kamfora była stosowana jako składnik słodyczy. W Chinach używano jej także jako dodatku smakowego do lodów (podczas panowania dynastii Tang). W arabskojęzycznej książce kucharskiej al–Kitab al–Ṭabikh zaleca się stosowanie jej w wielu różnych potrawach. 
Obecnie w Azji używa się kamfory jako dodatku smakowego do słodyczy. W Indiach jest szeroko stosowana do wyrobu deserów.

### Medycyna
Kamfora bardzo dobrze przenika przez skórę, powodując uczucie zimna, podobne do wywoływanego przez mentol. Maści i roztwory spirytusowe kamfory mają działanie rozgrzewające i znieczulające.
W XVIII wieku austriacki lekarz Leopold Auenbrugger podawał kamforę jako lek na manię.

### Hinduskie ceremonie religijne
Kamforę szeroko stosuje się w hinduskich ceremoniach religijnych. Hindusi oddają cześć świętemu ogniowi płonącej kamfory, co jest elementem wielu ceremonii. 
Kamfora jest wykorzystywana podczas Mahaśiwaratri, najważniejszego święta wyznawców Śiwy. Paląca się nie pozostawia po sobie żadnych popiołów, co symbolizuje świadomość (ekwiwalencja symboliczna).

## Znaczenie w hinduizmie
- Kamfora była składnikiem mieszanki, wraz z rtęcią i substancjami płciowymi, z której wytwarzano pigułkę alchemiczną powodującą przemianę ciała fizycznego w dewadeha – ciało dewaiczne[11].
- Rasarnawa, dzieło hinduistycznej alchemii tantrycznej (rasajany) datowane na około XI w. n.e. zapewnia, że rytuał wielbienia Śiwy z użyciem drzewa sandałowego, aloesu, kamfory i szafranu prowadzi do osiągnięcia śiwaloki – nieba boga Śiwy[12].

## Toksykologia
W większych ilościach działa toksycznie. Może powodować drgawki, dezorientację, drażliwość i nadpobudliwość nerwową. W ekstremalnych przypadkach typowe stosowanie kamfory może doprowadzić do hepatotoksyczności. Dawki śmiertelne dla dorosłych mieszczą się w granicach 50-500 mg/kg (doustnie). Dawka 2g powoduje ciężkie objawy zatrucia, natomiast przyjęcie ok. 4g uważa się za ilość śmiertelną.
W 1980 roku amerykańska Agencja Żywności i Leków ustaliła limit 11% dopuszczalnej ilości kamfory w preparatach do użytku zewnętrznego oraz całkowicie zakazała sprzedaży produktów olejów zawierających znaczące ilości kamfory. Od kiedy istnieją alternatywne metody leczenia, odchodzi się od jej stosowania.